# 本町 (渋谷区)
本町（ほんまち）は、東京都渋谷区の地名。

## 概要

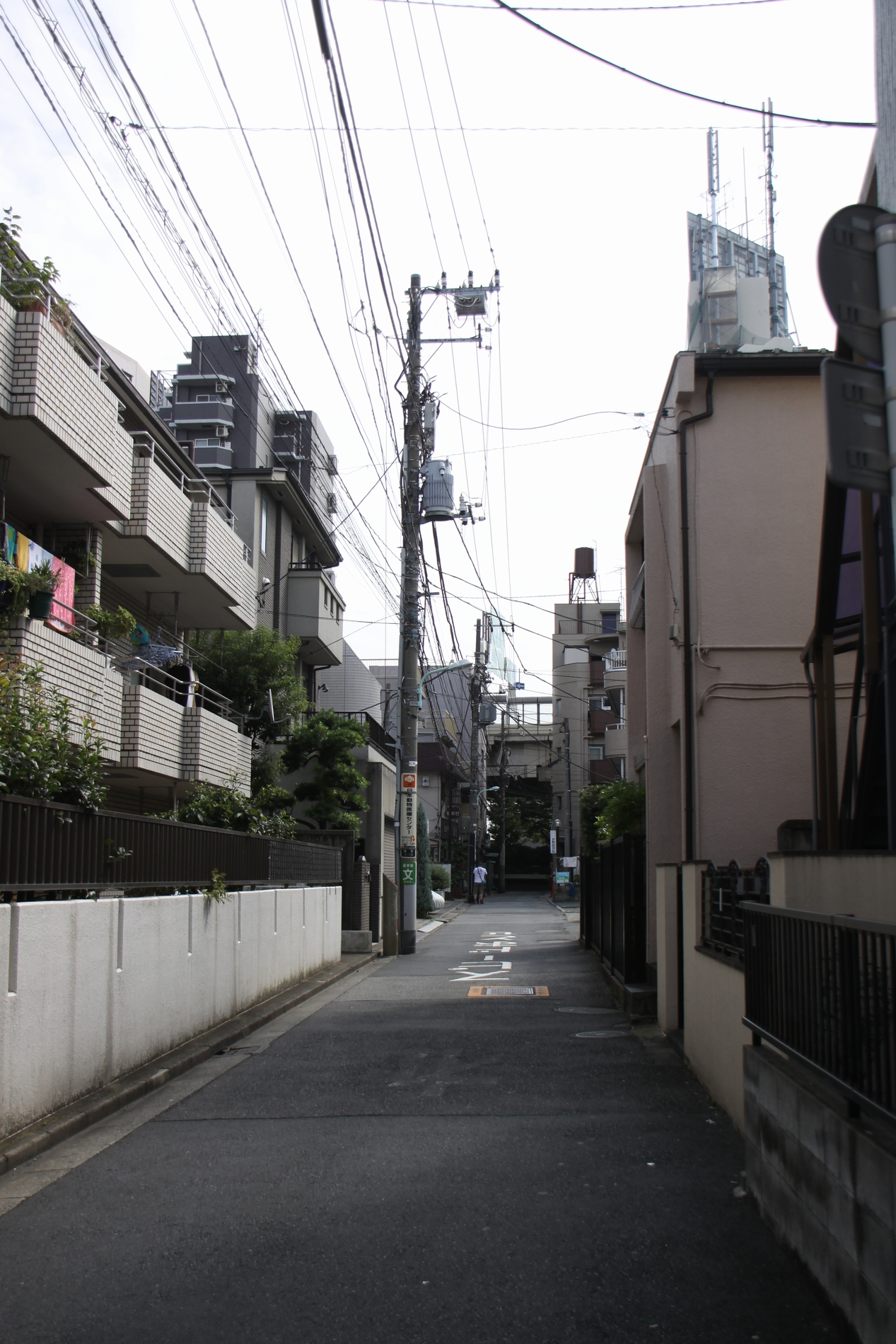
渋谷区本町

初台駅～幡ヶ谷駅北側一帯のエリアであり、渋谷区の最北端に位置する。住居表示実施済み区域であり、現行行政地名は本町一丁目から本町六丁目。面積は1平方キロメートル。
本町は幡ヶ谷地区に属し、かつては幡ヶ谷の中心部であった。現在でも地域の鎮守の神様である幡ヶ谷氷川神社や幡ヶ谷不動尊は本町にある。1960年（昭和35年）の町名地番整理実施までは「幡ヶ谷本町一～三丁目」という名称であったが、同年「本町一～六丁目」に再編された町名地番整理後の1968年（昭和43年）、本町一～六丁目に改めて住居表示が実施されて今に至る。詳しくは幡ヶ谷も参照のこと。
新宿まで電車で数分、歩いても十数分という好立地にある。当地の大半は閑静な住宅街であり、アパートや一戸建てが多い。一方で、東側の一部エリアは隣接する西新宿と一体となって新宿副都心を形成しており、高層ビルが立ち並ぶ。初台駅前にはランドマークの東京オペラシティ・新国立劇場がある。
他の幡ヶ谷地区の街と同様、賑やかな商店街（不動通り商店街）があるのも当地の特徴である。

## 地理

### 地名
本町は、渋谷区内で唯一の「『町』と書いて『まち』と読む町名」であり、東京特別区内で唯一「『本町』で『ほんまち』と読む町名」でもある。北側に隣接する中野区にも「本町」があるが、こちらの読みは「ほんちょう」である。渋谷区本町と中野区本町は境界こそ接してはいないものの極めて近く、特に山手通りの長者橋付近においては、西新宿五丁目および弥生町一丁目を挟んで、互いに50メートル程度まで近接している。そのため店舗名などでは旧地名の「幡ヶ谷本町」の他に「渋谷本町」という表記も見られる。
1960年（昭和35年）5月1日幡ヶ谷本町一丁目から三丁目および幡ヶ谷原町の各一部から本町（ほんちょう）一丁目から六丁目を新設。
1972年（昭和47年）9月1日、町名の読みを地元の読み方である「ほんまち」に変更された。
渋谷区の住居表示版によればローマ字表記は旧ヘボン式に則って「Hommachi」と示されているが、同じ渋谷区立施設の「渋谷区立渋谷本町学園」は現在主流の修正ヘボン式表記で「Shibuya honmachi gakuen」と表記されており、区としての一貫性がない状態である（修正ヘボン式(n)の住居表示を採用している区は豊島区、北区、板橋区、足立区。旧ヘボン式(m)の住居表示を採用している区は港区と世田谷区）。

### 地形
本町には浅い谷が何か所か存在する。最大のものは北部の本町五丁目・四丁目・三丁目にかけて東西方向に存在する谷であり、明治期までは本町田圃と呼ばれる水田地帯となっていた。ここには和泉川が流れていたが、現在では暗渠化されている。この暗渠の周辺は大雨の際に氾濫する可能性があるとされているため、土のうが準備されている。
また、旗洗池付近、本村隧道付近には上記の谷に向かうようにして南北方向の浅い谷が存在する。旗洗池付近のものが小笠原窪、本村隧道付近のものが地蔵窪と名付けられており、かつてはこれらの谷にも和泉川に流れ込むようにして小川が流れていたが、現在では暗渠化などにより消滅している。
小笠原窪はかつて当地にあった唐津藩小笠原家の屋敷から、地蔵窪は子育地蔵尊から名付けられたと考えられている。

### 隣接地域
当町はその北部から北西部にかけては中野区弥生町・南台に接し、西部は渋谷区幡ヶ谷に接し、南部は甲州街道を境に渋谷区初台と接し、東部は概ね東京都道317号環状六号線（山手通り）付近を境界に新宿区西新宿に接する。

### 地価
住宅地の地価は、2025年（令和7年）1月1日の公示地価によれば、本町1-9-12の地点で88万円/m2となっている。

## 事業所
2021年（令和3年）現在の経済センサス調査による事業所数と従業員数は以下の通りである。
| 丁目       | 事業所数  | 従業員数 |
| ---------- | --------- | -------- |
| 本町一丁目 | 254事業所 | 5,865人  |
| 本町二丁目 | 206事業所 | 1,207人  |
| 本町三丁目 | 202事業所 | 5,679人  |
| 本町四丁目 | 126事業所 | 1,067人  |
| 本町五丁目 | 74事業所  | 378人    |
| 本町六丁目 | 107事業所 | 770人    |
| 計         | 969事業所 | 14,966人 |

事業者数の変遷
経済センサスによる事業所数の推移。
| 年                 | 事業者数 |
| ------------------ | -------- |
| 2016年（平成28年） | 914      |
| 2021年（令和3年）  | 969      |

従業員数の変遷
経済センサスによる従業員数の推移。
| 年                 | 従業員数 |
| ------------------ | -------- |
| 2016年（平成28年） | 13,471   |
| 2021年（令和3年）  | 14,966   |

## 主な施設
代々木警察署が本町一丁目の甲州街道沿いにある。
初台駅前には東京オペラシティ・新国立劇場があり、ランドマークになっている。その他伊藤園やカシオといった有名企業の本社もある。
公立学校として、かつて当地にあった本町小学校・本町東小学校・本町中学校を合併してできた渋谷本町学園が存在する。また、帝京短期大学も当地にある。
以下、主要なものを挙げる。

### 公共施設
- 渋谷区立本町図書館
- 本町出張所
- 本町区民会館
- 代々木警察署 - 1丁目の甲州街道沿いに所在。
- 渋谷消防署代々木出張所 - 1丁目の甲州街道沿いに所在。
- 東京消防庁本町待機宿舎 - 5丁目にある職員住宅。元々は「昭和の団地」風であったが、2020年に建て替えられ、地域でも目立つ存在となった。設計はUG都市建築。[11]

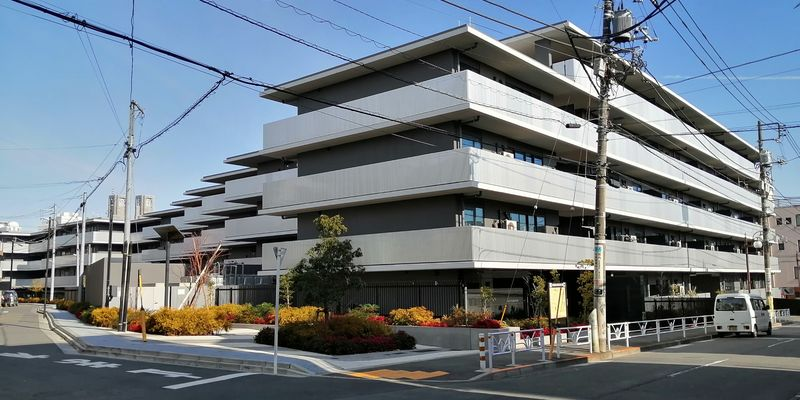
本町待機宿舎 北西

- 二軒家公園
- 本町公園
- 南児童遊園

### 学校
- 関東国際高等学校
- 帝京短期大学
- 渋谷区立渋谷本町学園
- 渋谷区立本町幼稚園
- 専門学校東洋公衆衛生学院

### 企業
- 伊藤園 本社
- カシオ計算機 本社
- ACKグループ 本社

### 商店街
- 不動通り商店街

### 神社仏閣
- 氷川神社
- 幡ヶ谷不動尊（荘厳寺）
- 大善寺

### 旧跡
- 旗洗池跡

### その他
- 新国立劇場
- 東京オペラシティ - 一部同町に隣接（所在地：西新宿）

## 交通

### 道路
南部を甲州街道が、中央部を東京都道431号角筈和泉町線（水道道路）が、北部を方南通りがそれぞれ東西に走っている。
東部では山手通りが、西部では六号通りがそれぞれ南北に走っている。

### 鉄道
| 街区内の駅               | 隣接する街区の駅           |
| ------------------------ | -------------------------- |
| 京王新線 - 初台駅(KO 02) | 京王新線 - 幡ヶ谷駅(KO 03) |

初台駅は本町東部の、幡ヶ谷駅は本町西部の最寄り駅として使われている。なお、かつては初台駅と幡ヶ谷駅の間に幡代駅が存在したが、終戦前までに廃止されている。
この他都営地下鉄大江戸線が地域内北端を通っている。域内に駅はないが、新宿区西新宿にある西新宿五丁目駅は、本町に存在した橋である「清水橋」が副駅名につけられており、本町北部にとっては当駅が最寄り駅である。

### バス
一般路線バス
- 都営バス
- 京王バス
- 小田急バス

コミュニティバス
- 京王バス

## 世帯数と人口
2024年（令和6年）12月1日現在（渋谷区発表）の世帯数と人口は以下の通りである。
| 丁目       | 世帯数     | 人口     |
| ---------- | ---------- | -------- |
| 本町一丁目 | 3,772世帯  | 5,349人  |
| 本町二丁目 | 2,994世帯  | 4,571人  |
| 本町三丁目 | 3,177世帯  | 4,747人  |
| 本町四丁目 | 2,923世帯  | 4,493人  |
| 本町五丁目 | 2,503世帯  | 4,167人  |
| 本町六丁目 | 2,672世帯  | 3,901人  |
| 計         | 18,041世帯 | 27,228人 |

### 人口の変遷
国勢調査による人口の推移。
| 年                 | 人口   |
| ------------------ | ------ |
| 1995年（平成7年）  | 24,507 |
| 2000年（平成12年） | 24,917 |
| 2005年（平成17年） | 25,620 |
| 2010年（平成22年） | 25,194 |
| 2015年（平成27年） | 26,782 |
| 2020年（令和2年）  | 28,969 |

### 世帯数の変遷
国勢調査による世帯数の推移。
| 年                 | 世帯数 |
| ------------------ | ------ |
| 1995年（平成7年）  | 13,117 |
| 2000年（平成12年） | 14,321 |
| 2005年（平成17年） | 15,096 |
| 2010年（平成22年） | 15,806 |
| 2015年（平成27年） | 16,945 |
| 2020年（令和2年）  | 18,599 |

## 学区
区立小・中学校に通う場合、学区は以下の通りとなる（2023年3月時点）。
| 丁目       | 番地     | 小学校               | 中学校               | 調整区域による変更可能校       |
| ---------- | -------- | -------------------- | -------------------- | ------------------------------ |
| 本町一丁目 | 全域     | 渋谷区立幡代小学校   | 渋谷区立渋谷本町学園 | 渋谷区立渋谷本町学園（小学校） |
| 本町二丁目 | 全域     | 渋谷区立渋谷本町学園 | 渋谷区立渋谷本町学園 |                                |
| 本町三丁目 | 全域     | 渋谷区立渋谷本町学園 | 渋谷区立渋谷本町学園 |                                |
| 本町四丁目 | 全域     | 渋谷区立渋谷本町学園 | 渋谷区立渋谷本町学園 |                                |
| 本町五丁目 | 1～33番  | 渋谷区立渋谷本町学園 | 渋谷区立渋谷本町学園 |                                |
| 本町五丁目 | 34〜47番 | 渋谷区立中幡小学校   | 渋谷区立笹塚中学校   |                                |
| 本町六丁目 | 33～43番 | 渋谷区立中幡小学校   | 渋谷区立笹塚中学校   |                                |
| 本町六丁目 | 1〜32番  | 渋谷区立渋谷本町学園 | 渋谷区立渋谷本町学園 |                                |

## 歴史
前述の通り本町は幡ヶ谷地区に属し、歴史的には幡ヶ谷の中心部であった。地名「幡ヶ谷」の由来となった旗洗池や幡ヶ谷の鎮守の神様である幡ヶ谷氷川神社、「幡ヶ谷不動」の名で知られる荘厳寺が現在でも本町にあるのはこのためである。
現在の本町は1960年に渋谷区が実施した町名地番整理によって画定された、幡ヶ谷地区の一部分に過ぎない。幡ヶ谷村の創建以降、本町は幡ヶ谷と運命を共にしてきたのであり、本町のみの歴史を記述することは意味を持たない。よって、本町の歴史は幡ヶ谷地区の歴史を参照のこと。

## ギャラリー

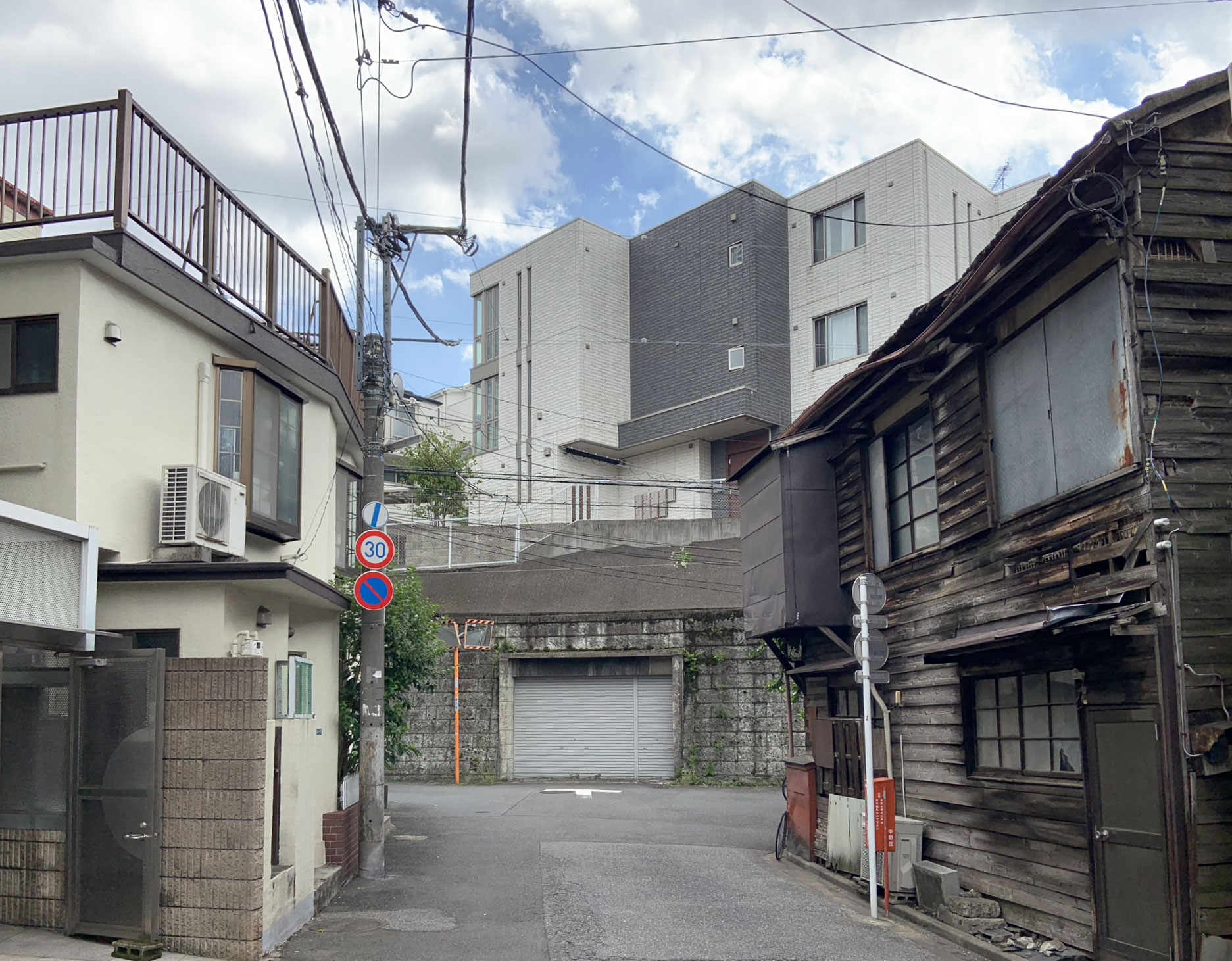
3区境（正面奥が渋谷区本町3丁目、手前右が中野区弥生町1丁目、手前左が新宿区西新宿5丁目、）
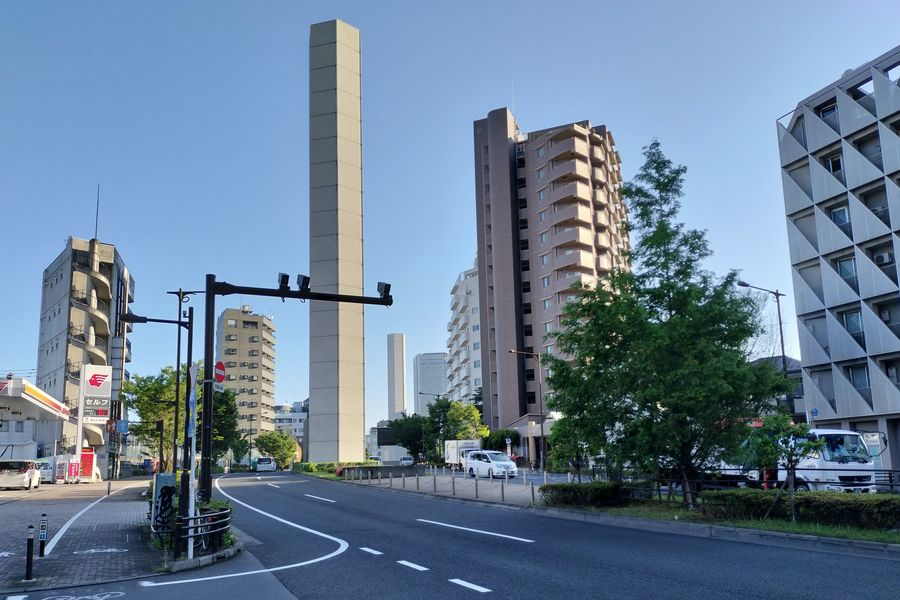
首都高速中央環状線・本町換気所（山手トンネルの換気塔、山手通りの中央分離帯にある）

## その他

### 日本郵便
- 郵便番号 : 151-0071[3]（集配局 : 代々木郵便局[19]）。